# Challenge Sprint Pro

O Challenge Sprint Pro foi uma prova ciclista de exibição que se celebra-va no mês de setembro em Quebec.
Disputa-se previamente às carreiras pertencentes ao UCI WorldTour que se correm no Canadá, o Grande Prêmio de Quebec e o Grande Prêmio de Montreal, mais precisamente no dia anterior à carreira de Quebec. A primeira edição celebrou-se a 8 de setembro de 2011.
Participam da carreira 24 ciclistas; um da cada equipo participante do Grande Prêmio de Quebec, e se completa a nómina com corredores canadianos que se classificam numa prova paralela ao princípio do dia.
O formato desta exibição é um sprint numa distância de um quilómetro, onde em 6 séries de quatro ciclistas, os dois primeiros passam à seguinte rodada. Após mais duas rodadas (quartos de final e semifinais) e classificando sempre duas por série, os melhores 4 corredores se enfrentam na final.

## Palmarés
| Ano  | Ganhador       | Segundo            | Terceiro        | Quarto           |
| ---- | -------------- | ------------------ | --------------- | ---------------- |
| 2011 | Michael Mørkøv | Enrique Sanz       | Simon Clarke    | Robert Hunter    |
| 2012 | Zachary Bell   | Rémi Pelletier-Roy | Matthew Goss    | Michael Matthews |
| 2013 | Bryan Coquard  | Giacomo Nizzolo    | Moreno Hofland  | Alexey Lutsenko  |
| 2014 | Cody Canning   | Bryan Coquard      | Steele Von Hoff | Eliott Doyle     |

## Palmarés por países
| País      | Vitórias |
| --------- | -------- |
| Canadá    | 2        |
| Dinamarca | 1        |
| França    | 1        |